# Le Mystère du pont Saint-Martin
 (juillet 2025).
Pour plus de détails, voir Fiche technique et Distribution.
Le Mystère du pont Saint-Martin (en italien : L'assassina del Ponte S. Martin) est un film dramatique muet italien réalisé par Roberto Roberti, sorti en 1913, produit et distribué par Aquila Films, mettant en vedette Bice Waleran.

## Distribution
- Bice Waleran
- Roberto Roberti
- Antonietta Calderari
- Frederico Elvezi
- Maria Orciuoli